# 红尾彗星蜂鸟
红尾彗星蜂鸟（学名：Sappho sparganurus），是雨燕目蜂鸟科的一种鸟类，是红尾彗星蜂鸟属的唯一物种。
红尾彗星蜂鸟体重约5.3克，翼长约63.2毫米，嘴峰长约20.1毫米，喙宽度约1.9毫米，喙厚度约1.7毫米，跗蹠长约6毫米，尾长约86.6毫米。红尾彗星蜂鸟在其分布区内为留鸟，其栖息在半开放的灌木丛中，食性为草食性，主要食物来源是植物的花蜜。

## 亚种
- ：分布于玻利维亚北部和中部及秘鲁南部的普诺省。
- ：分布于玻利维亚南部至阿根廷西部和智利北部。[4]